# Māmakāvah
Māmakāvah (persiska: مامکاوه, Māmakāvā) är en ort i Iran.   Den ligger i provinsen Västazarbaijan, i den nordvästra delen av landet, 500 km väster om huvudstaden Teheran. Māmakāvah ligger 1 356 meter över havet och antalet invånare är 397.
Terrängen runt Māmakāvah är kuperad åt nordost, men åt sydväst är den bergig. Māmakāvah ligger nere i en dal. Runt Māmakāvah är det ganska tätbefolkat, med 80 invånare per kvadratkilometer. Närmaste större samhälle är Ālvātān, 12,1 km norr om Māmakāvah. Trakten runt Māmakāvah består i huvudsak av gräsmarker.